# Miszemorkow chan
Miszemorkow chan (bułg. Мишеморков хан) – wieś w Bułgarii, w obwodzie Wielkie Tyrnowo, w gminie Wielkie Tyrnowo. W 2024 roku liczyła 3 mieszkańców.